# Campionati del mondo di ciclismo su strada 1956
I Campionati del mondo di ciclismo su strada 1956 si disputarono a Copenaghen in Danimarca il 25 e 26 agosto 1956.
Furono assegnati due titoli:
- Prova in linea maschile Dilettanti, gara di 194 km
- Prova in linea maschile Professionisti, gara di 285,120 km

## Storia
Tornati per la quinta volta sul circuito di Copenaghen, pianeggiante e adatto ai velocisti, i mondiali videro il dominio della nazionale belga. Tutta la selezione lavorò per il capitano Rik Van Steenbergen, che vinse la volata facilmente su un gruppo che vide altri quattro belgi tra i primi sei. Su settantuno corridori partiti, ventisette conclusero la prova.
I Paesi Bassi tornarono a vincere il titolo dilettanti con Frans Mahn.

## Medagliere
| Pos.   | Nazione     | Oro | Argento | Bronzo | Totale |
| ------ | ----------- | --- | ------- | ------ | ------ |
| 1      | Belgio      | 1   | 2       | 0      | 3      |
| 2      | Paesi Bassi | 1   | 0       | 2      | 3      |
| Totale | Totale      | 2   | 2       | 2      | 6      |

## Sommario degli eventi
| Eventi                 | Oro                        | Tempo                      | Argento                      | Tempo | Bronzo                     | Tempo |
| Uomini Professionisti  |                            |                            |                              |       |                            |       |
| Gara in linea dettagli | Rik Van Steenbergen Belgio | 7h26'15" Media 38,335 km/h | Rik Van Looy Belgio          | s.t.  | Gerrit Schulte Paesi Bassi | s.t.  |
| Uomini Dilettanti      |                            |                            |                              |       |                            |       |
| Gara in linea dettagli | Frans Mahn Paesi Bassi     | 4h47'54"                   | Norbert Verougstraete Belgio | ?     | Jan Buis Paesi Bassi       | ?     |